# Maltesische Davis-Cup-Mannschaft
Die maltesische Davis-Cup-Mannschaft ist die Tennisnationalmannschaft Maltas.

## Geschichte
1986 nahm Malta erstmals am Davis Cup teil. Zwischen 2006 und 2009 verzichtete die Mannschaft auf eine Teilnahme. Bester Spieler der Mannschaft ist Gordon Asciak mit 37 Siegen in insgesamt 40 Begegnungen. Er ist damit gleichzeitig Rekordspieler seines Landes.